# Dictionnaire électronique
Un dictionnaire électronique est un appareil électronique servant de dictionnaire. Il permet de consulter des définitions, des synonymes, des traductions et parfois des informations grammaticales. Ils sont utilisés pour faciliter l'accès rapide à l'information.

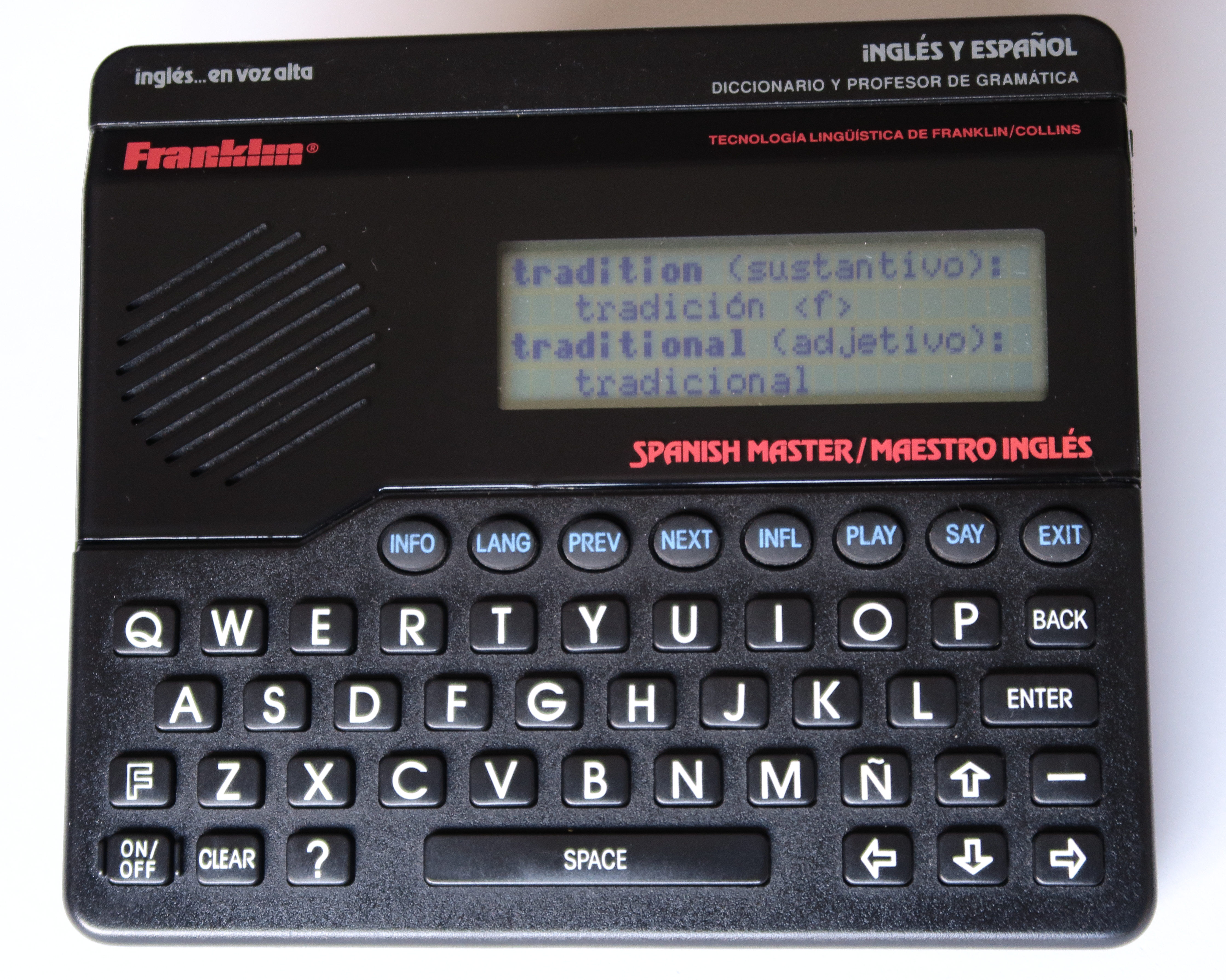
Le Franklin, un dictionnaire électronique d'anglais-espagnol.

## Histoire
Le TR-2000 (japonais - anglais), parut sur le marché en 1981 par Casio.
Depuis, le marché s'est développé et de nombreuses langues se voient intégrées dans des appareils électroniques. De l'espagnol au chinois en passant par le français et bien sûr l'anglais. Certains dictionnaires électroniques récents incluent aussi des images et du son. Le Japon reste toutefois le pays le plus avancé et le plus friand de ces appareils multilingues.
En 2007, les dictionnaires électroniques ressemblent de plus en plus à de vrais assistant personnel (PDA). Tant par leurs usages diversifiés (lecteur de musique, affichage d'images stockées sur carte mémoires, etc.) que par leur apparence.

## Avantages
Les dictionnaires électroniques possèdent de multiples avantages. Ils peuvent contenir un nombre de définitions importantes selon la langue, ils sont ultra-mobiles grâce à leur poids faible. En plus de la définition, l'utilisateur peut accéder à des exemples et locutions associés à sa recherche. Certains dictionnaires électroniques possèdent une sortie audio tel que des haut-parleurs ou la possibilité de brancher un casque qui permet de pouvoir écouter la définition. Certaines fonctionnalités sont également proposées comme une calculatrice, la possibilité de sauvegarder des mots favoris ou encore un bloc-notes.